# 손조봉
손조봉(孫祚鳳, 일본식 이름: 湖山祚鳳고야마 소호, 1888년 음력 11월 25일 ~ ?)은 일제강점기의 실업인으로 조선총독부 중추원 참의도 지냈다.

## 생애
함경남도 원산 출신이다. 어릴 때 한학을 공부하고 사립학교인 원흥학교에 입학하여 신학문을 공부했다. 대한제국 말기인 1906년에 통감부 체신관리국 체신주사에 임명되면서 관직에 들어섰다. 1909년에는 원산 재무감독국 주사에 임명되었다.
1910년에 한일 병합 조약이 체결되어 조선총독부 체제가 출범하면서 총독부 도서기로 임용되었다. 손조봉은 잠시 함경남도 재무부 서기로 근무하다가 퇴직하고 비료매매업 등 실업에 전념했다.
1923년에 원산상공회의소 회원이 되고 원산부회 부회의원에도 당선되는 등 1920년대부터는 공직을 맡아 활발히 활동했다. 1933년에 관선 도회의원, 1936년에 중추원 참의에 올랐다. 시국대응전선사상보국연맹 원산지부장도 맡은 바 있다.
2002년 발표된 친일파 708인 명단과 2008년 공개된 민족문제연구소의 친일인명사전 수록예정자 명단의 중추원 부문에 모두 포함되었으며 2009년 친일반민족행위진상규명위원회가 발표한 친일반민족행위 705인 명단에도 포함되었다.

## 같이 보기
- 조선총독부 중추원

## 참고자료
- 손조봉(孫祚鳳) - 국사편찬위원회
- 손조봉(孫祚鳳) - 국사편찬위원회